# Породица Визли
Породица Визли је измишљена чаробњачка породица из серијала о Харију Потеру, који је написала Џ. К. Роулинг. Чине је родитељи Артур и Моли Визли и њихово седморо деце. Најмлађи син Рон Визли је најбољи пријатељ Харија Потера, а једина ћерка Џини Визли на крају серијала постаје његова супруга.

## О породици
Визлијеви су чистокрвна чаробњачка породица, али због поштовања Нормалаца, Смртождери су их прозвали издајицама свога рода. Сви чланови породице имају риђу косу. Они су врло сиромашни. Кућа им се зове Јазбина. Изгледа као да да је некада била камени обор, коме су додавани спратови, да би постала висока накривљена кула. Имају двориште са пилићима и башту у којој се налазе гноми.
Улога Визлијевих у серијалу је велика. Роулингова је највише њих искористила да ослика чаробњаке и њихов начин живота. Цела породица је врло љубазна и дружељубива, и талентовани су чаробњаци. Сви су били у Грифиндору. Од седморо деце, петоро су одлични играчи квидича. Хари Потер је провео више распуста код Визлијевих у гостима, и они су му, на известан начин, постали породица коју никада није имао.

## Артур и Моли Визли
Артур и Моли Визли су средовечан брачни пар. Упознали су се на Хогвортсу и венчали се убрзо после завршетка школовања.
Артур Визили је висок, мршав и проћелав човек са наочарима. Први пут се појављује у другом делу серијала, Хари Потер и Дворана тајни. Запослен је у Министарству магије. Најпре је радио у Одсеку за злоупотребу нормалских предмета, а касније, за време рата против Волдемора, је унапређен у шефа Канцеларије за откривање и заплену лажних одбрамбених чини и предмета. Господин Визили је најпознатији по својој фасцинираности за Нормалце и начин на који се они сналазе без магије. Одушевљавају га аутомобили, авиони, телефони, утикачи, осигурачи и сва остала технолошка достигнућа. Зато он воли да сакупља нормалске предмете и да их проучава и преправља. Неко време је поседовао аутомобил кога је зачарао да може да лети. Такође је био у Реду феникса, где је једном приликом смртно рањен. Роулингова је првобитно планирала да ће он том приликом погинути, али је то промењено.
Моли Визли (рођена Пруит) је ниска и крупна жена. Домаћица је. Као и свака мајка, врло је брижна према свој својој деци. Такође је и строга. За време рата против Волдемора, трудила се да их држи ван тока дешавања у Реду феникса, јер се бринула за њихову безбедност. Њен највећи страх је губитак члана породице, тако да се њен баук претвара у мртва тела господина Визлија или неког њеног детета. Описана је као одлична куварица и вична у домаћинству. Она је нешто најближе мајци што је Хари Потер икада имао.

## Бил Визли
Бил (Вилијам) Визли је најстарији син Визлијевих. Био је одличан ученик на Хогвортсу, асистент и главешина дечака. У време прве књиге, Хари Потер и камен мудрости, он је већ завршио Хогвортс и ради за чаробњачку банку Гринготс у Египту. Први пут се појављује у четвртој књизи, Хари Потер и Ватрени пехар, а и у преосталим наставцима. Описан је као висок младић са дугачком косом коју носи везану у коњски реп. Члан је Реда феникса и у бици за Хогвортс у којој је Дамблдор погинуо га је вукодлак Фенрир Сури напао и изгребао му лице, али је овај ипак преживео. У петом делу, Хари Потер и Ред феникса, упознаје се са Флер Делакер, са којом се венчава у последњем делу, Хари Потер и реликвије Смрти. Настављају да живе у Шкољколиби на обали мора у Енглеској. Добили су троје деце: Виктоар, Доминика и Луиса.

## Чарли Визли
Чарли Визли је други син Визилијевих. Он је такође већ завршио Хогвортс у првом делу серијала. У школи је био талентован играч квидича и капитен грифиндорског тима. Такође се интересовао за магијска створења. После школе је отишао у Румунију где је студирао змајеве. Као и Бил, први пут се појављује у четвртој књизи. Описан је као нижи у односу на Била, Персија и Рона, са препланулим лицем и неколико опекотина од змајске ватре. Чарли је те године обезбедио неколико змајева за Трочаробњачки турнир. Он је члан породице Визли који се најмање појављује у серијалу, јер се осим у четвртом, једино још појавио у седмом делу, и то врло кратко, на Биловом венчању. Према Роулинговој, није се женио и није имао деце.

## Перси Визли
Перси Визли је трећи син Визлијевих. У првом делу почиње своју пету годину на Хогвортсу и појављује се у свим осталим деловима. У прве три књиге Перси је још ишао у школу. Био је асистент и главешина дечака. Односио се помпезно и командујуће према свима и био је врло строг око кршења правила. У више ситуација је истакнута његова амбициозност. После школовања, Перси се запошљава у Министарству магије, у Одсеку за међународну магијску сарадњу. За време Трочаробњачког турнира замењивао је свог шефа Бартија Чучња, коме се искрено дивио, јер је био слика и прилика хладне пословности. Чучња је, у ставри, контролисао Волдемор. У петом делу Перси се посвађао са својом породицом. Њему је министар магије Корнелијус Фаџ понудио место свог саветника, како би за њега шпијунаирао Дамблдора, с ким су Визлијеви били веома блиски. Фаџ је у то време мислио да Дамблдор покушава да му преотме посао. Амбициозни Перси је стао на Фаџову страну, одбивши да поверује да се Волдемор вратио. Рекао је свом оцу да је будала што верује Дамблдору. У наредне три године, чак и након што се сазнало за Волдеморов повратак, није причао са својом породицом, да би се помирио са њима пред битку за Хогвортс у последњем делу. У школи се забављао са Пенелопом Клирвотер, а касније се венчао са женом по имену Одри, са којом је имао две ђерке, Моли и Луси. Наставио је да ради у Министарству магије.

## Фред и Џорџ Визли
Фред и Џорџ Визли су четврти и пети синови Визлијевих. Они су идентични близанци. У првом делу започињу своју трећу годину на Хогвортсу. Описани су као врло несташни и духовити ученици који су прекршили гомилу правила, али све само из забаве. Они знају све тајне пролазе у Хогвортсу и више пута су ишли у Забрањену шуму. Воле да постављају магијске смицалице осталим ученицима, нпр. храну која их претвара у канаринце на кратко време и сл. Касније су то претворили у бизнис и основали продавницу шала, „Визлијевске чаробњачке лудорије“, у којој могу да се купе разни производи које су изумели (слаткиши од којих се разболиш давољно времена да можеш да изостанеш са часа, лажни чаробни штапићи, чаробни ватромети, портабл мочваре...). Они су били главни организатори журки и осталих забава у дневном боравку Грифиндора за време школовања. Играли су у квидичком тиму своје куће као јуришници. Када су завршили школовање, прикључили су се Реду феникса. За време битке за Хогвортс, Фред је погинуо. Џорџ се касније оженио са Анђелином Џонсон и имао сина кога је назвао по свом брату и ћерку Роксан.

## Рон Визли
Рон (Роналд) Визли је шести син Визлијевих. Најбољи је пријатељ Харија Потера. Описан је као висок и сувоњав дечак са великим носом и пегавим лицем. После школовања, оженио се Хермионом Грејнџер са којом је имао ћерку Роуз и сина Хуга

## Џини Визли
Џини (Џиневра) Визли је једина ћерка и најмлађе, седмо дете Визлијевих. Годину дана је млађа од Рона. Почиње да се забавља са Харијем Потером у шестом делу, Хари Потер и Полукрвни Принц, а после школовања се венчавају. Имају троје деце: Џејмса Сиријуса, Албуса Северуса и Лили Луну.

## Даљи рођаци
Тетка Мјуријел је пратетка деци Визлијевих, са мајчине стране. Појављује се у последњем делу серијала. Тада има 107 година. Према Рону, дрска је и непристојна према свакоме кога упозна. Описана је као џангризава, али и живахна старица. Има стару и велку кућу у којој се већина породице склонила када су Смртождери почели да је прогоне.
Гидеон и Фабијан Пруит су браћа Моли Визли. Били су члаови првобитног Реда феникса. Убили су их петорица Смртождера, укључујући Антонина Долохова.
Билијус Визли је стриц Визлијеве деце (вероватно Артуров брат). Рон је добио своје средње име по њему. По помињању, био је главни забављач на породичним свечаностима. Видео је грима, демонског пса, и умро 24 часа касније.

## Тумачи на филмовима
| Глумац                     | Улога             | Делови                          |
| -------------------------- | ----------------- | ------------------------------- |
| Марк Вилијамс              | Артур Визли       | сви сем првог                   |
| Џули Волтерс               | Моли Визли        | сви сем четвртог                |
| Ричард Фиш, Домнал Глисон  | Бил Визли         | четврти, седми и осми           |
| Алекс Крокфорд             | Чарли Визли       | четврти део                     |
| Крис Рејникн               | Перси Визли       | од првог до трећег, пети и осми |
| Џејмс Фелпс и Оливер Фелпс | Фред и Џорџ Визли | сви делови                      |
| Руперт Гринт               | Рон Визли         | сви делови                      |
| Бони Рајт                  | Џини Визли        | сви делови                      |